# The Rose (film fra 1979)
 For alternative betydninger, se The Rose. (Se også artikler, som begynder med The Rose)
The Rose er en amerikansk dramafilm fra 1979 instrueret af Mark Rydell med Bette Midler, Alan Bates, Frederic Forrest, Harry Dean Stanton og David Keith i de fremstrædende roller. Filmen er løst baseret på Janis Joplins liv og følger en selvdestruktiv rockstjerne i slutningen af 1960'erne, der forgæves forsøger at håndtere karrierepresset og de skarpe krav fra hendes skruppelløse manager.
Filmen havde oprindeligt titlen Pearl (efter Janis Joplins kælenavn, der også var titlen på hendes sidste album), men titlen blev ændret og filmen skrevet om efter Joplins familie havde afslået at lade producerne benytte Joplins karakter til filmen.

The Rose blev nomineret til fire Oscars i kategorierne bedste kvindelige hovedrolle (Bette Midler i hendes filmdebut), bedste mandlige birolle (Frederic Forrest), bedste klipning og bedste lyd.
Bette Midler indspillede et soundtrack album til filmen og filmens titelsang blev et af hendes største hits.